# Dancing on the Ceiling (chanson)
Pour les articles homonymes, voir Dancing on the Ceiling (homonymie).
Singles de Lionel Richie
Say You, Say Me
(1985) Love Will Conquer All
(1986)
Dancing on the Ceiling est une chanson de Lionel Richie, paru sur l'album éponyme, en 1986. Écrite par Richie, avec Carlos Rios et Michael Frenchik, Dancing on the Ceiling est le second extrait de l'album, après Say You, Say Me, à paraître en single.

## Réception
L'accueil critique de la chanson est négatif, le magazine Blender l'ayant même classée à la vingtième place des 50 pires chansons de tous les temps. Toutefois, en dépit de ce mauvais accueil, Dancing on the Ceiling reste un complément régulier dans les boîtes de nuits et les bars dans les années 1980.
Le titre rencontre un énorme succès commercial, se classant à la deuxième place du Billboard Hot 100, mais aussi dans les pays européens, tels la Norvège, où il parvient à se hisser en tête des charts, la Suède, la Suisse et le Royaume-Uni. Le succès est plus modéré en France, mais est parvenu à entrer au Top 50.

## Clip vidéo
Le clip de Dancing on the Ceilng a été réalisé par Stanley Donen, qui l'a co-produit avec Glenn Goodwin, à travers Glenn Goodwin & Associates. La chorégraphie est assurée par Michael Peters.

## Classement
| Classement (1986)                                | Meilleure position |
| ------------------------------------------------ | ------------------ |
| États-Unis (Billboard Hot 100)                   | 2                  |
| États-Unis (Hot Adult Contemporary Tracks)       | 3                  |
| États-Unis (Hot R&B/Hip-Hop Songs)               | 6                  |
| États-Unis (Dance/Electronic Singles Sales (en)) | 19                 |
| France (SNEP)                                    | 42                 |
| Norvège (VG-lista)                               | 1                  |
| Royaume-Uni (UK Singles Chart)                   | 7                  |
| Suisse (Schweizer Hitparade)                     | 6                  |
| Allemagne (Media Control AG)                     | 13                 |
| Autriche (Ö3 Austria Top 40)                     | 22                 |
| Nouvelle-Zélande (RMNZ)                          | 7                  |
| Suède (Sverigetopplistan)                        | 3                  |
| Pays-Bas (Single Top 100)                        | 8                  |